# Audi F103
Audi F103 byl sedan se čtyřválcovým, čtyřdobým motorem a pohonem předních kol. F103 je interní označení vozů střední třídy Auto Union, od roku 1969 Audi NSU Auto Union, zdokonalených DKW F 102. Prodávaly se v letech 1965–1972 se značkou Audi, od časů před druhou světovou válkou nepoužívané, zdůrazňující náhradu dvoudobých motorů čtyřdobými. Zprvu jako prosté Audi, později s doplňkem výkonu v koních.

## Vznik
Volkswagen převzal Auto Union od koncernu Daimler-Benz v prosinci 1964. Posílil výrobní kapacity typu Brouk a zbavil se velikého nedrahého konkurenta DKW. Poválečné Západní Německo bohatlo, přibývalo vozů a kupci zvyšovali nároky. Aby jim DKW jakožto součást Auto Union vyhovělo, vyvíjelo větší typ F 102 už v době převzetí koncernem DB v dubnu 1958. Měl elegantní moderní samonosnou karoserii podobnou připravovanému Mercedesu střední velikosti, jenž zaznamenal zvyšující se zájem o tuto třídu. DKW F 102 se vyrábělo od března 1964 s pohonem předních kol tříválcovým řadovým dvoudobým motorem, který byl na hranici vývoje.

#### Motorové nedostatky předchůdce
Zdvihový objem motoru narostl proti nahrazovanému Auto Union 1000 z 981 cm³ na 1175 cm³ a způsobil vysokou spotřebu 15 l na 100 km. Objem válce 392 cm³ byl na dvoudobý motor s vratným vyplachováním příliš velký. Před počátkem hoření odcházelo přespříliš palivové směsi výfukem při výplachu a motor většinou ani neběžel na plný efektivní výkon. Automatické mazání Bosch bylo nedostatečné a příliš opotřebovávalo motor a snižovalo životnost za chladného počasí nebo sjíždění horských průsmyků, kdy se používaný olej ve vlastní nádržce stával voskovitým. Za velkých mrazů v zimě 1965 způsobovalo až lomy ojnic klikové hřídele, což snížilo prodej mnohem víc než upadající obliba dvoudobých motorů pro jejich kratší životnost, nekulturnost běhu a zápach neúplně spálené směsi zvláště ve městě.

#### Chystané nahrazení motoru

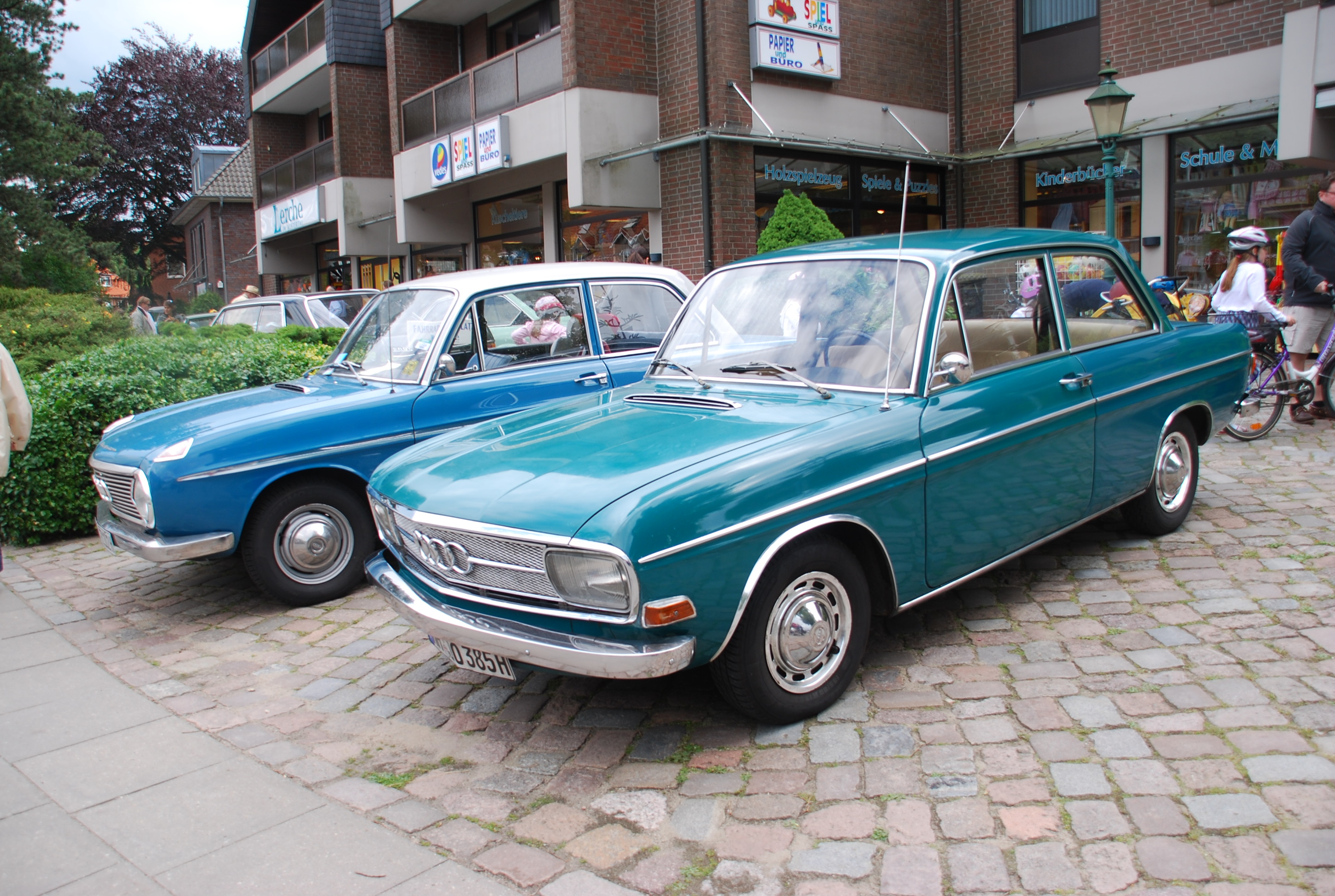
Audi F103 (blíž) a DKW F 102 (dál)

DKW dlouhodobě vydělávající na tradiční oblibě vozů s dvoudobými motory a širokém kruhu zastánců v Německu, připravovalo náhradu motorem V6 1288 cm³ pro sportovní motorové čluny Hanse Müllera-Andernacha. Hanse Müllera, který od roku 1943 vedl vývoj motorů DKW v saském Zschopau a koncem 40. let založil v městečku Andernach výrobu motorů a zkonstruoval bezvadný tříválcový dvoudobý motor pro SAAB 93. V6 je potřebou dlouhých potrubí výfuku pro nejlepší výplach a uspořádáním sání do prostoru klikové skříně nejlepším nástupcem tříválců u dvoutaktních motorů. Umožnil by i marketingově populární označení 6=12, srovnávající počet pracovní zdvihů na otáčku klikové hřídele se čtyřdobými dvanáctiválcovými motory coby vzpomínku na dřívější DKW 3=6 a DKW 4=8. Hmotnost motoru V6 by se navíc příliš nelišila od původního. Pro zkušební účely bylo postaveno asi 100 motorů V6. Celkový přínos ověřený třinácti upravenými DKW F 102 však nebyl velký, lodní motory jsou ve stálé zátěži, sportovní mají nižší proběh a nejsou v zimě provozovány.

#### Řešení VW

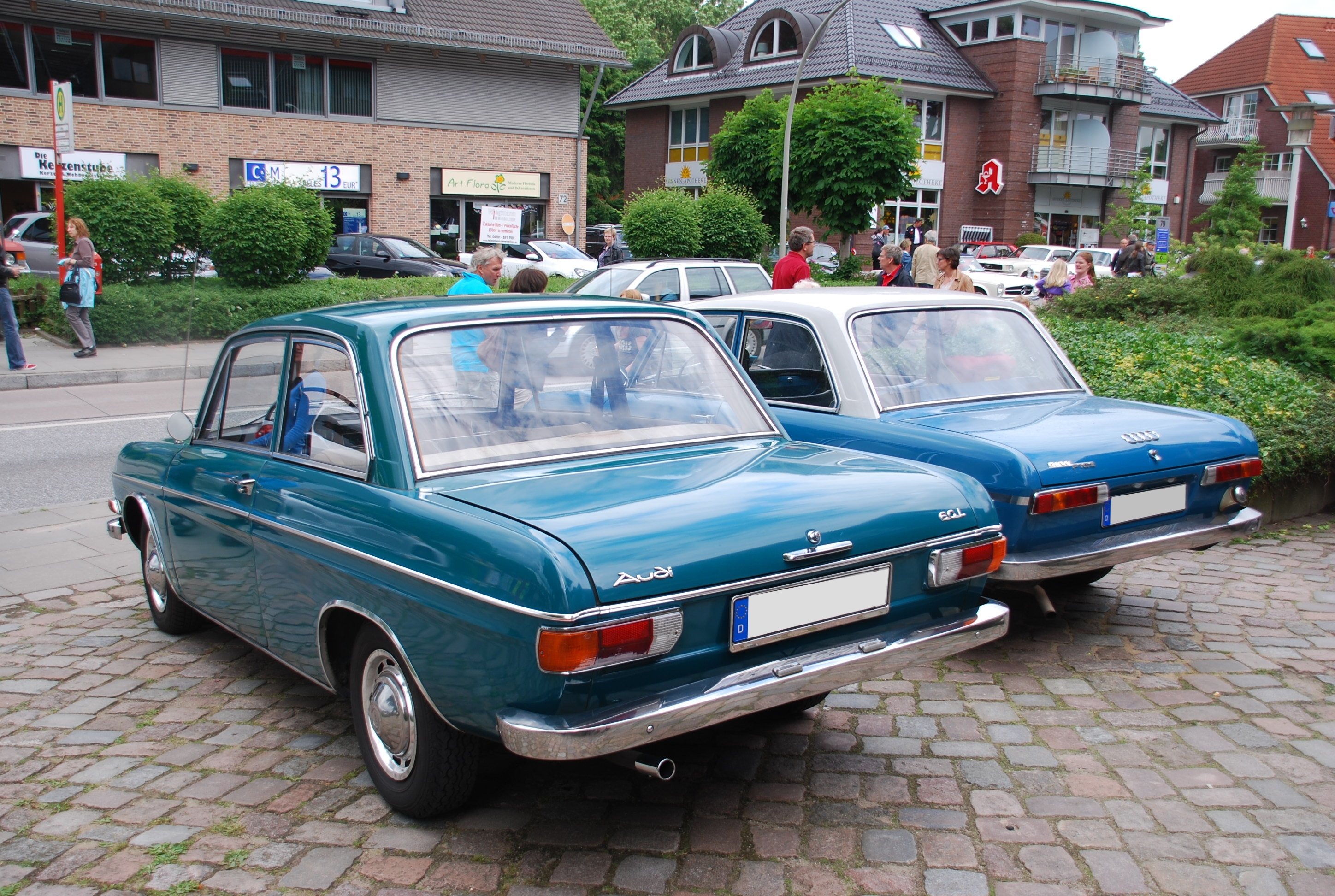
Audi F103 (blíž) a DKW F 102 (dál)

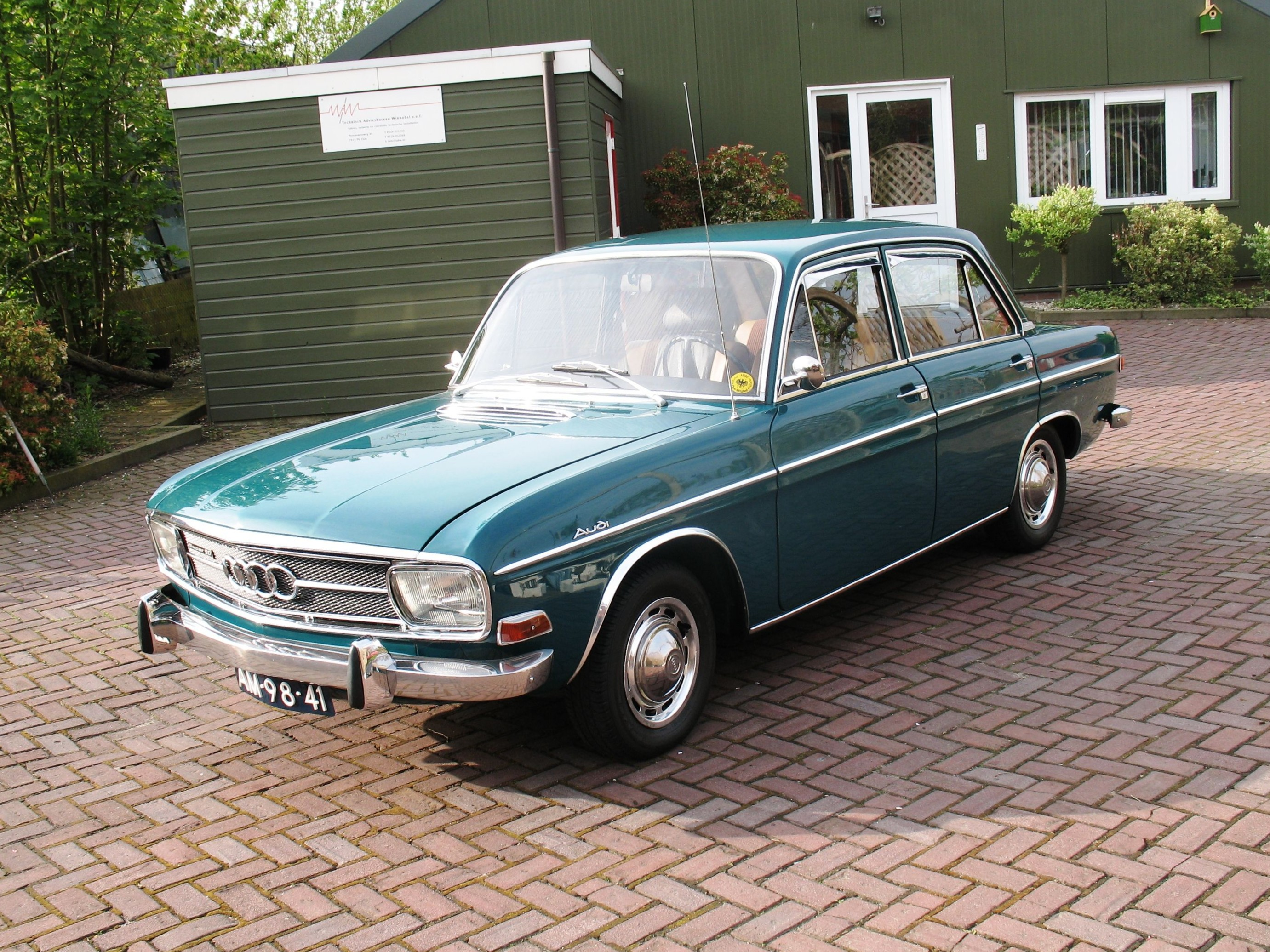
sedan Audi F103 Limousine

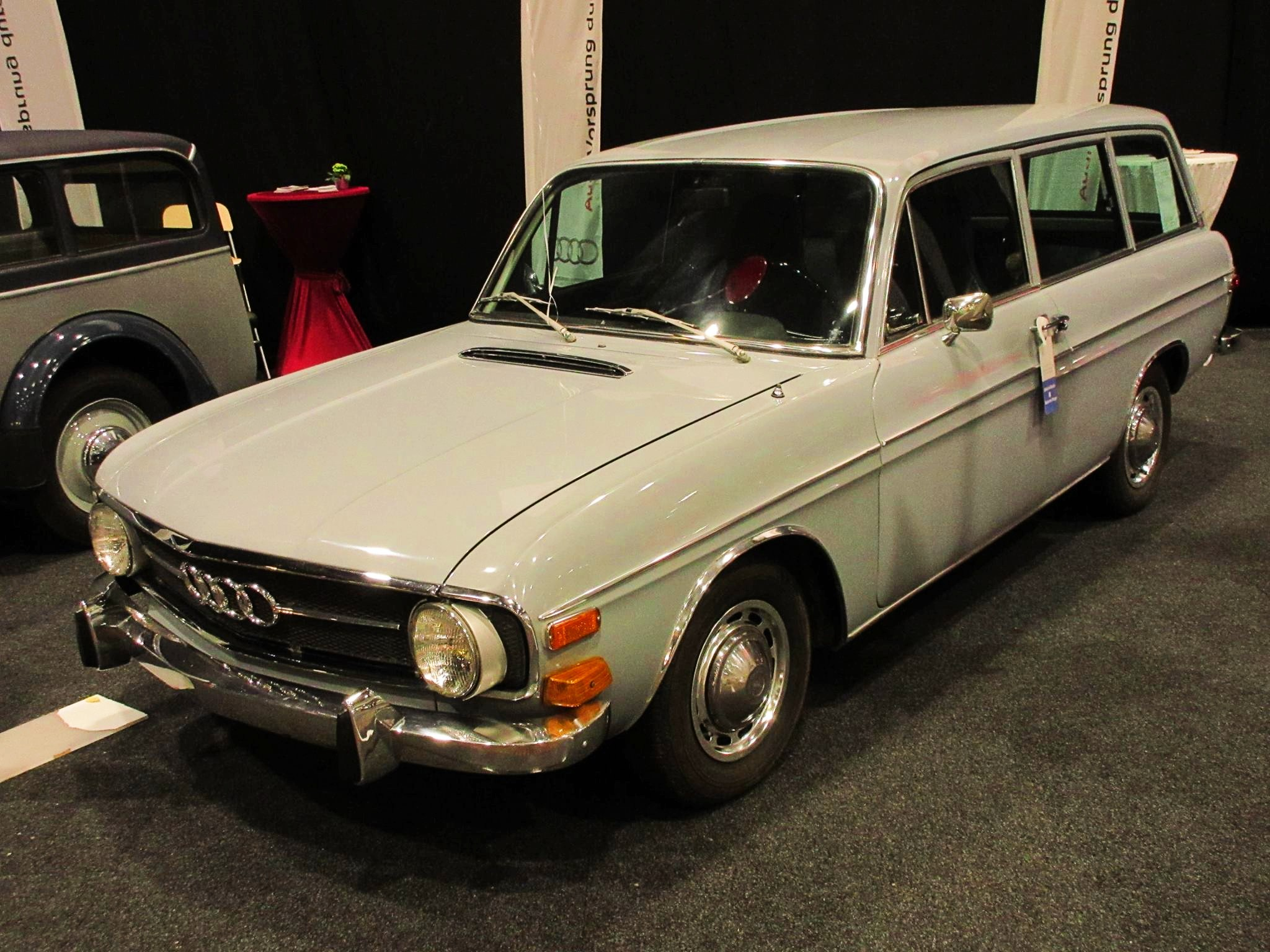
kombi Audi F103
Super 90 Station Wagon
provedení pro americký trh

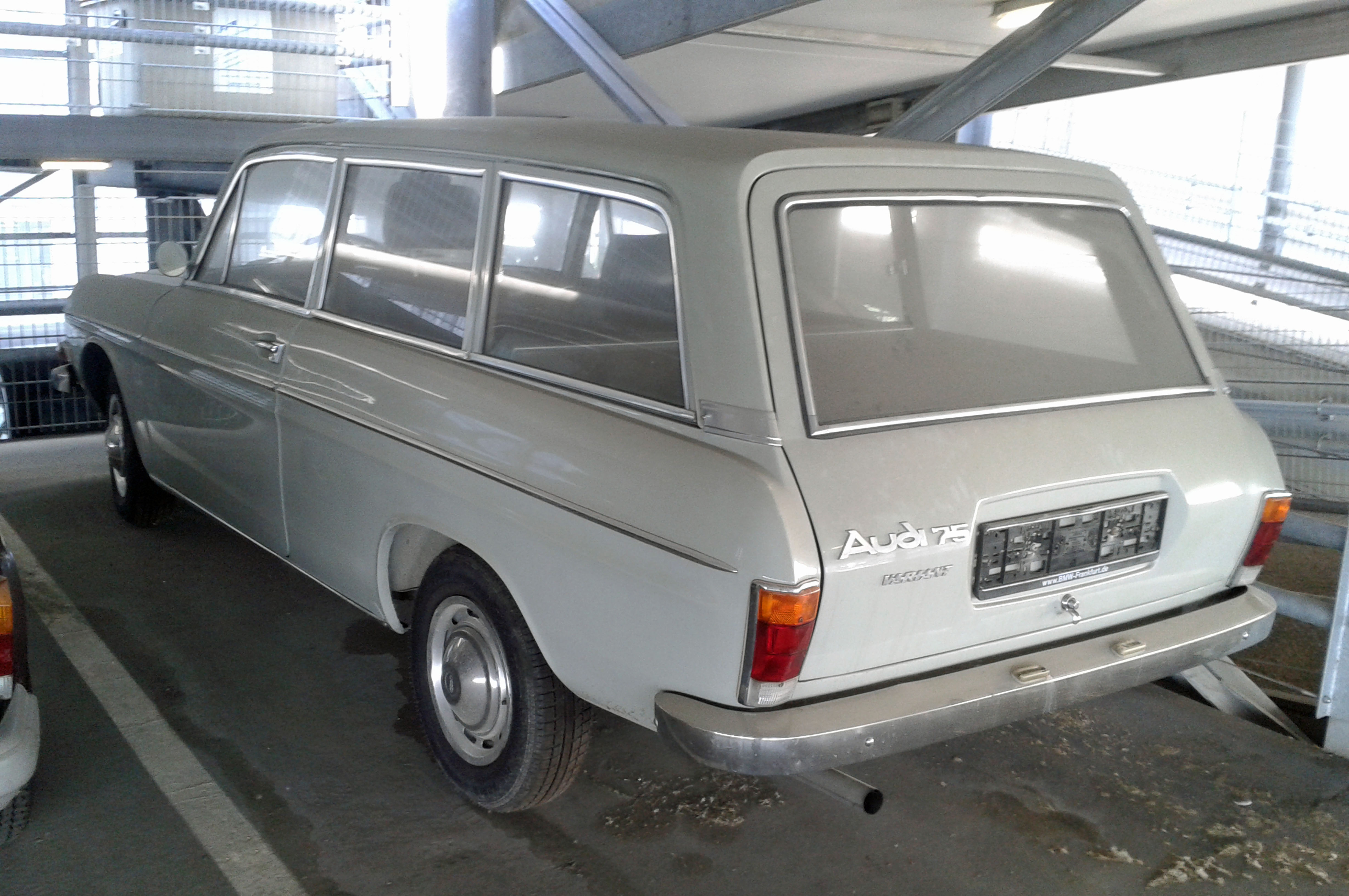
kombi Audi F103 Variant

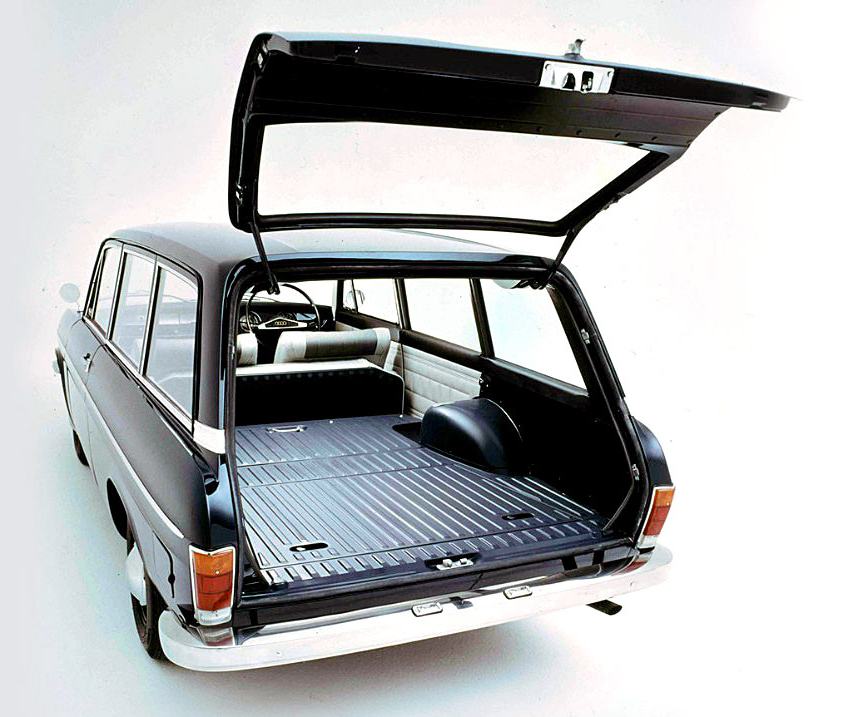
kombi Audi F103 Variant

Volkswagen po převzetí v doplňkové produkci moderních DKW F 102 na skoro nové výrobní lince pokračoval. Do března 1966 bylo vyrobeno 52 753 vozů. Prodala se jich ani ne polovina. Zbylé si po zastavení produkce koupili většinou zaměstnanci a jejich známí za sníženou cenu. Po obtížích DKW F 102 zničujících pověst dvoutaktů Volkswagen motor V6 zamítl. S Auto Union získal čtyřdobý čtyřválcový řadový motor Mercedes-Benz, který nechal montovat do řady F103. Jak už navrhoval Mercedes, když byl jím vyvíjený čtyřdobý čtyřválcový boxer neuspokojivý a DKW potřebovala při klesající oblibě dvoudobých motorů oživení. Po problémech modelu F 102 zesměšňující DKW se F103 začal od září 1965 prodávat se značkou Audi. Ta před válkou už v rámci Auto Union nabízela vozy střední třídy s upraveným pohonem předních kol DKW čtyřdobými motory Wanderer. S čtvrtstoletým odstupem od vyrobení posledního Audi se nový typ začal inzerovat v podobě výsledku spolupráce tří velkých jmen německého autoprůmyslu, jehož motor vyvinul Mercedes-Benz.

## Pohonná jednotka
Motor Audi F103 byl vyvinut coby součást vojenského projektu vícepalivového motoru, který ale nebyl pro nepotřebnost dokončen. Označení Mitteldruckmotor (středotlaký motor) dostal pro neobvykle vysoké hodnoty BMEP (střední efektivní tlak, průměrný tlak působící na píst během zdvihu), přispívající k vysoké termodynamické účinnosti. Pokročilý byl nejen ve srovnání s dvoudobými F 102, ale i všemi čtyřdobými konkurenty, proti kterým měl skutečné výhody.
Vysoký točivý moment nabízel už od nízkých otáček. Spirálovitě tvarované sací kanály dávaly směsi paliva a vzduchu vysokou rotaci. Víření směsi napomáhající dobrému prohoření zlepšoval dále Heronův spalovací prostor snášející značně vysoký kompresní poměr. Vše prospívalo velmi nízké spotřebě benzínu a skvěle nahrazovalo nedůvěryhodné žíznivé dvoutakty. V nabídce Auto Union skoková změna působící dojmem avantgardy, do jisté míry srovnatelná s rovněž novým, ovšem nenasytným Wankelovým motorem. A proti němu naopak neobvykle vysokou životností proti běžným čtyřtaktům.
První 1695 cm³ F103 s kompresi 11,2:1 spalovaly benzín s 98 oktany, obě hodnoty byly obzvlášť neobvykle vysoké. Výkonnější motor zvětšeného objemu 1761 cm³ měl kompresi sníženu na 10,6:1. Slabší 1496 cm³ motory od září 1967 až na 9,1:1 kvůli značným problémům ozubení a tvrdému chodu předchozích, umožnily ale tankovat levnější 92 oktanový benzín.

## Karoserie
Karoserie Audi F103 byla se změnami výrazných detailů převzata z DKW F 102. Měla tak moderní tuhý skelet s deformovatelnou přídí a zádí. Čtyřválcový motor Audi byl však delší než tříválcový DKW. Předek motorového prostoru byl prodloužen o 100 mm a chladič umístěn šikmo vedle motoru na levou stranu. Zapalovací svíčka čelního válce byla více chlazena a měla vyšší tepelnou hodnotou.
Jako u DKW F 102 byly v nabídce Audi F103 karosářské verze tudor a sedan L Limousine. Vnitřek se skoro nezměnil, podlaha zůstala zcela plochá. Zavazadlový prostor objemu 0,594 m³ měl užitečné zatížení 450 kg, u Audi Super 90 snížené na 410 kg. Třídveřové kombi připravené DKW do prototypové fáze se po úpravě prodávalo od března 1966 s přídomkem totožným s kombi vozy Volkswagen coby Audi Variant. Mělo rozměrný, naprosto rovný a velmi dobře přístupný zavazadlový prostor 0,95/1,6 m³ a užitečné zatížení 575 kg.

## Modely
První Audi F103 neslo nejprve prosté označení Audi jakožto jediné prodávané Audi. Poháněl ho motor objemu 1,695 l. Od února 1966 bylo přejmenováno na Audi 72 (72 podle jmenovitého výkonu motoru v koních), když přibylo silnější Audi 80 s motorem stejného objemu. V prosinci 1966 přibylo Audi Super 90 s 1,760 l motorem. Pojmenováno bylo v asociaci na sportovní Porsche 356 Super 90. Audi 60 (jmenovitý výkon 55 k byl v rámci propagace zaokrouhlen, 60 k dosahovalo už DKW F 102) objemu 1,496 litru uzavřelo rozsah nabídky od února 1968. V prosinci 1969 nahradilo Audi 75 modely Audi 72 i Audi 80.
- Audi (od února 1966 Audi 72), září 1965 – prosinec 1968
- Audi 80 a Audi 80 Variant, únor 1966 – prosinec 1968
- Audi 72 Variant, květen 1966 – srpen 1966
- Audi Super 90, prosinec 1966 – srpen 1971 (v USA zpočátku jediné Audi prodávané sítí Volkswagen)
- Audi 60 a Audi 60 Variant, únor 1968 – červenec 1972
- Audi 75 a Audi 75 Variant, prosinec 1968 – červenec 1972
- Audi Super 90 Station Wagon, od poloviny 1969–1971 (jen v USA prodávané kombi Variant)

## Výroba a prodej
Ve střední třídě byl F103 nad Opelem Rekord a Fordem 17 M, lépe vyrobený a s pokročilejší technikou. Výroba a prodej se rozbíhaly pomalu. Nezvýšil je ani nárůst výkonu Audi 80 od února 1966. Dotehdy Volkswagen počítal s koncem Audi. V roce 1967 ale začal klesat odbyt zastaralého Brouka a Volkswagen čelil přebytku výrobních kapacit, který nemohl pro bankovní záruky Bavorska v převzaté továrně řešit propouštěním. Od února 1968 zvýšilo výrazně výrobu levnější Audi 60, které se s podílem 79% stalo nejprodávanějším Audi F103, oblíbené i jako kombi. Vyšší kvality zpracování a provedení, s větším prostorem pro cestující i zavazadla a stylovější i atraktivnější než vozy Volkswagen. V USA byl zpočátku zahájen jen prodej Audi Super 90 v dealerské síti VW. Velmi však oslovilo zejména mladé Američany a majitele větších vozů Volkswagen zejména proto, že bylo k dispozici i jako velmi prostorné kombi.

## Provoz
Větší hmotnost delšího čtyřválcového motoru v prodloužené přídi způsobovala o něco větší nedotáčivost než tříválec DKW F 102. Neohrožovala však bezpečnost jízdy. Řidič musel v zatáčkách jen velmi hodně otáčet volantem i při nízkých rychlostech. Audi F103 bylo spíše velmi ovladatelné s téměř žádnou tendencí přetáčivosti, nevýraznou příliš ani při ubrání plynu. Vyjma kluzké vozovky a nezpevněného povrchu, kdy se ubírání plynu muselo provádět citlivěji jako u většiny vozidel s předním pohonem.
Motor Audi F103 neměl rád nepřetržitý provoz na plný výkon, při kterém vykazoval velmi vysokou spotřebu oleje. Spotřeba benzínu také silně závisela na poskytovaném výkonu. Kupci si však cenili vysoké životnosti jednotky. Při dlouhých studených startech v zimě se palivem snadno zaplavily svíčky a znemožnilo zapalování.

## Nástupci
Výroba Audi F103, nazvaného konstruktéry hanlivě bastard, byla ukončena v roce 1972 a uvolnila prostor novému Audi 80. To se s karoserií fastback od jara 1973 vyrábělo i jako VW Passat v hlavním závodě Volkswagen ve Wolfsburgu. Namísto nepříliš úspěšných VW 411/412 se vzduchem chlazenými motory vzadu. Založilo modelovou řadu pokračující v dalších generacích. Volkswagen následně použil přední pohon u všech svých osobních vozů.
Audi Super 90 bylo jen trochu levnější než model vyšší střední třídy Audi 100, který začal od října 1968 s předním pohonem velmi úspěšně konkurovat dražším německým vozům s pohonem zadních kol – v dalších generacích vážně i střední třídě Mercedes. Namísto Audi Super 90 dávali poté zákazníci většinou přednost novému prostornějšímu Audi 100. Mělo upravený motor F103 objemu 2 litry se 100 koni, z něhož byly odvozeny ještě motory levného Porsche 924, dodávky VW LT i amerických kompaktních vozů AMC, když koncepčně zastaralé vozy VW ztratily v USA prodejnost a AMC potřebovalo krom svých hltavých šestiválců a osmiválců po skokovém růstu cen benzínu úsporný motor. Audi 100 (interní označení F104) vyvinul potají bavorský rodák Ludwig Kraus. Po desetiletích práce u stuttgartského Mercedes-Benzu byl v listopadu 1963 odeslán do ingolstadtského DKW, aby coby jeden z nejschopnějších konstruktérů prosadil odklon od dvoudobých motorů. Už na pozici šéfkonstruktéra Audi poté neuposlechl nařízení VW ukončit vývoj dalších vozů. Vzhled Audi 100, propracovanost detailů i kvalitnější zpracování než Opel nebo Ford nezapře stuttgartskou školu MB. Ani některé znaky připravovaného Mercedesu-Benz W115. Přineslo velký úspěch a zajistilo budoucnost Audi – během osmi let vzniklo 800 000 Audi 100, prvních 500 000 bylo závazně objednáno před rokem 1971.

## Technické specifikace
| Audi F103                     | Audi 60 (tudor, sedan, třídveřové kombi) | Audi, od 1966 Audi 72 (tudor, sedan, třídveřové kombi) | Audi 75 (tudor, sedan, třídveřové kombi) | Audi 80 (tudor, sedan, třídveřové kombi) | Audi Super 90 (tudor, sedan, v USA třídveřové kombi) |
| ----------------------------- | --- | --- | --- | --- | --- |
| roky produkce                 | 1968–1972 | 1965–1968 | 1968–1972 | 1966–1968 | 1966–1972 |
| výroba (+ 27 492 všech kombi) | 216 988 vozů | 122 579 vozů | 122 579 vozů | 122 579 vozů | 49 794 vozů |
| motor                         | vodou chlazený čtyřválcový čtyřdobý řadový motor skloněný o 40° vpravo, klikový hřídel s pěti ložisky, tlakové mazání, rozvod OHC se zdvihátky a vahadly, vačkový hřídel poháněn dvojitým řetězem | vodou chlazený čtyřválcový čtyřdobý řadový motor skloněný o 40° vpravo, klikový hřídel s pěti ložisky, tlakové mazání, rozvod OHC se zdvihátky a vahadly, vačkový hřídel poháněn dvojitým řetězem | vodou chlazený čtyřválcový čtyřdobý řadový motor skloněný o 40° vpravo, klikový hřídel s pěti ložisky, tlakové mazání, rozvod OHC se zdvihátky a vahadly, vačkový hřídel poháněn dvojitým řetězem | vodou chlazený čtyřválcový čtyřdobý řadový motor skloněný o 40° vpravo, klikový hřídel s pěti ložisky, tlakové mazání, rozvod OHC se zdvihátky a vahadly, vačkový hřídel poháněn dvojitým řetězem | vodou chlazený čtyřválcový čtyřdobý řadový motor skloněný o 40° vpravo, klikový hřídel s pěti ložisky, tlakové mazání, rozvod OHC se zdvihátky a vahadly, vačkový hřídel poháněn dvojitým řetězem |
| vrtání × zdvih                | 80 × 74,4 mm | 80 × 84,4 mm | 80 × 84,4 mm | 80 × 84,4 mm | 81,5 × 84,4 mm |
| objem                         | 1496 cm³ | 1695 cm³ | 1695 cm³ | 1695 cm³ | 1761 cm³ |
| výkon kW (ks) při 1/min       | 40 kW (55 PS) 4750 (a) | 53 kW (72 PS) 5000 | 55 kW (75 PS) 5000 | 59 kW (80 PS) 5000 | 66 kW (90 PS) 5200 |
| točivý moment Nm při 1/min    | 113 2600 | 127 2000 | 127 3000 | 132 3000 | 147 3000 |
| kompresní poměr               | 9,1 : 1 | 11,2 : 1 (b) | 9,1 : 1 | 11,2 : 1 (b) | 10,6 : 1 |
| zrychlení 0 – 100 km/h        | 18,0 s 16,2 s (exportní) | 14,8 s | 14,5 s | 14,0 s 14,5 s (kombi) | 12,2 s |
| maximální rychlost            | 138 km/h 144 km/h (exportní) | 148 km/h | 150 km/h | 152 km/h | 163 km/h |
| tvorba směsi                  | spádový karburátor Solex | spádový karburátor Solex | spádový karburátor Solex | spádový karburátor Solex | dvojitý karburátor Solex |
| elektrický systém             | 12 V, třífázový alternátor 35 A (490 W) | 12 V, třífázový alternátor 35 A (490 W) | 12 V, třífázový alternátor 35 A (490 W) | 12 V, třífázový alternátor 35 A (490 W) | 12 V, třífázový alternátor 35 A (490 W) |
| převodovka, pohon             | plně synchronizovaná čtyřstupňová manuální za přední nápravou, řazení na volantu (od října 1969 na podlaze), pohon předních kol                                                                   | plně synchronizovaná čtyřstupňová manuální za přední nápravou, řazení na volantu (od října 1969 na podlaze), pohon předních kol                                                                   | plně synchronizovaná čtyřstupňová manuální za přední nápravou, řazení na volantu (od října 1969 na podlaze), pohon předních kol                                                                   | plně synchronizovaná čtyřstupňová manuální za přední nápravou, řazení na volantu (od října 1969 na podlaze), pohon předních kol                                                                   | plně synchronizovaná čtyřstupňová manuální za přední nápravou, řazení na volantu (od října 1969 na podlaze), pohon předních kol                                                                   |
| přední zavěšení               | náprava na dvojitých lichoběžnících, podélné torzní tyče, stabilizátor, teleskopický tlumič | náprava na dvojitých lichoběžnících, podélné torzní tyče, stabilizátor, teleskopický tlumič | náprava na dvojitých lichoběžnících, podélné torzní tyče, stabilizátor, teleskopický tlumič | náprava na dvojitých lichoběžnících, podélné torzní tyče, stabilizátor, teleskopický tlumič | náprava na dvojitých lichoběžnících, podélné torzní tyče, stabilizátor, teleskopický tlumič |
| zadní zavěšení                | torzní kliková náprava (tuhá náprava s příčnou torzní tyčí), panhardova tyč, teleskopický tlumič                                                                                                  | torzní kliková náprava (tuhá náprava s příčnou torzní tyčí), panhardova tyč, teleskopický tlumič                                                                                                  | torzní kliková náprava (tuhá náprava s příčnou torzní tyčí), panhardova tyč, teleskopický tlumič                                                                                                  | torzní kliková náprava (tuhá náprava s příčnou torzní tyčí), panhardova tyč, teleskopický tlumič                                                                                                  | torzní kliková náprava (tuhá náprava s příčnou torzní tyčí), panhardova tyč, teleskopický tlumič                                                                                                  |
| brzdy                         | přední: vnitřní disky (Ø 280 mm), zadní: bubny (Ø 200 mm) | přední: vnitřní disky (Ø 280 mm), zadní: bubny (Ø 200 mm) | přední: vnitřní disky (Ø 280 mm), zadní: bubny (Ø 200 mm) | přední: vnitřní disky (Ø 280 mm), zadní: bubny (Ø 200 mm) | přední: vnitřní disky (Ø 280 mm), zadní: bubny (Ø 200 mm) |
| karoserie                     | samonosná, ocelová, objem nádrže 53 litrů (od září 1968: 55 l) | samonosná, ocelová, objem nádrže 53 litrů (od září 1968: 55 l) | samonosná, ocelová, objem nádrže 53 litrů (od září 1968: 55 l) | samonosná, ocelová, objem nádrže 53 litrů (od září 1968: 55 l) | samonosná, ocelová, objem nádrže 53 litrů (od září 1968: 55 l) |
| pohotovostní hmotnost         | 960–1065 kg | 960–1065 kg | 960–1065 kg | 960–1065 kg | 960–1065 kg |
| rozchod vpředu / vzadu        | 1343 mm / 1327 mm | 1343 mm / 1327 mm | 1343 mm / 1327 mm | 1343 mm / 1327 mm | 1343 mm / 1327 mm |
| rozvor kol                    | 2490 mm | 2490 mm | 2490 mm | 2490 mm | 2490 mm |
| rozměry vozu (mm)             | 4380 x 1626 x 1451 (délka, šířka, výška) | 4380 x 1626 x 1451 (délka, šířka, výška) | 4380 x 1626 x 1451 (délka, šířka, výška) | 4380 x 1626 x 1451 (délka, šířka, výška) | 4380 x 1626 x 1451 (délka, šířka, výška) |
| rízení                        | hřebenové | hřebenové | hřebenové | hřebenové | hřebenové |
| poloměr otáčení               | 10,9 m | 10,9 m | 10,9 m | 10,9 m | 10,9 m |

(a) exportní model Audi/Audi 60 48 kW (65 k) při 5000 ot./min.
(b) od září 1967 9,1: 1
| DKW F102                  | sériové F 102                              | F 102 s V6 Müllera-Andernacha              |
| produkce                  | 1964–1966                                  | 1966                                       |
| výroba (vozů)             | 52 753                                     | 13 prototypů                               |
| karoserie                 | tudor, sedan                               | tudor, sedan                               |
| motor                     | tříválcový řadový dvoudobý                 | šestiválcový dvoudobý do V                 |
| ventily                   | žádné                                      | žádné                                      |
| vrtání × zdvih            | 81 mm × 76 mm                              | 62,5 mm × 70 mm                            |
| objem                     | 1175 cm³                                   | 1288 cm³                                   |
| výkon kW (ks)             | 44 (60)                                    | 59 (80)                                    |
| při (1/min)               | 4500                                       | 3800                                       |
| točivý moment (Nm)        | 103                                        | 142                                        |
| při (1/min)               | 2250                                       | 3400                                       |
| kompresní poměr           | 7,25–7,5 : 1                               | 9,5 : 1                                    |
| spotřeba                  | 11 l/100 km                                | 8,6–11,2 l/100 km                          |
| převodovka, pohon         | čtyřstupňová manuální s řazením na volantu | čtyřstupňová manuální s řazením na volantu |
| maximální rychlost        | 135 km/h                                   | > 140 km/h                                 |
| pohotovostní hmotnost     | 910–945 kg                                 | 910–945 kg                                 |
| povolená celková hmotnost | 1335–1350 kg                               | 1335–1350 kg                               |
| elektrický systém         | 6 V                                        | 6 V                                        |
| rozměry vozu (mm)         | 4280 x 1618 x 1459 (délka, šířka, výška)   | 4280 x 1618 x 1459 (délka, šířka, výška)   |
| rozvor kol                | 2480 mm                                    | 2480 mm                                    |
| rozchod vpředu / vzadu    | 1330 mm / 1326 mm                          | 1330 mm / 1326 mm                          |
| poloměr otáčení           | 11,4 m                                     | 11,4 m                                     |
| velikost pneumatik        | 6,00–13″                                   | 165–14                                     |